# America (Razorlight)
America is de tweede single van het tweede album Razorlight van Razorlight. Het is de eerste nummer 1-hit die Razorlight in het Verenigd Koninkrijk heeft. Het nummer komt in Nederland binnen op positie 37 van de Top 40, nadat de band op 13 oktober 2006 een optreden heeft gedaan op de TMF Awards.
Het nummer heeft een politieke tekst. Het gaat er over dat de zanger nergens meer oog voor heeft, behalve voor de problemen in Amerika. All my life, There's panic in America wordt gezongen in het nummer.

## Hitnoteringen

### Mega top 50
| Hitnotering: 15-10-2006 t/m 25-02-2007 | Hitnotering: 15-10-2006 t/m 25-02-2007 | Hitnotering: 15-10-2006 t/m 25-02-2007 | Hitnotering: 15-10-2006 t/m 25-02-2007 | Hitnotering: 15-10-2006 t/m 25-02-2007 | Hitnotering: 15-10-2006 t/m 25-02-2007 | Hitnotering: 15-10-2006 t/m 25-02-2007 | Hitnotering: 15-10-2006 t/m 25-02-2007 | Hitnotering: 15-10-2006 t/m 25-02-2007 | Hitnotering: 15-10-2006 t/m 25-02-2007 | Hitnotering: 15-10-2006 t/m 25-02-2007 | Hitnotering: 15-10-2006 t/m 25-02-2007 | Hitnotering: 15-10-2006 t/m 25-02-2007 | Hitnotering: 15-10-2006 t/m 25-02-2007 | Hitnotering: 15-10-2006 t/m 25-02-2007 | Hitnotering: 15-10-2006 t/m 25-02-2007 | Hitnotering: 15-10-2006 t/m 25-02-2007 | Hitnotering: 15-10-2006 t/m 25-02-2007 | Hitnotering: 15-10-2006 t/m 25-02-2007 | Hitnotering: 15-10-2006 t/m 25-02-2007 | Hitnotering: 15-10-2006 t/m 25-02-2007 | Hitnotering: 15-10-2006 t/m 25-02-2007 |
| Week                                   | 1                                      | 2                                      | 3                                      | 4                                      | 5                                      | 6                                      | 7                                      | 8                                      | 9                                      | 10                                     | 11                                     | 12                                     | 13                                     | 14                                     | 15                                     | 16                                     | 17                                     | 18                                     | 19                                     | 20                                     |                                        |
| -------------------------------------- | -------------------------------------- | -------------------------------------- | -------------------------------------- | -------------------------------------- | -------------------------------------- | -------------------------------------- | -------------------------------------- | -------------------------------------- | -------------------------------------- | -------------------------------------- | -------------------------------------- | -------------------------------------- | -------------------------------------- | -------------------------------------- | -------------------------------------- | -------------------------------------- | -------------------------------------- | -------------------------------------- | -------------------------------------- | -------------------------------------- | -------------------------------------- |
| Nummer                                 | 47                                     | 32                                     | 14                                     | 10                                     | 7                                      | 15                                     | 17                                     | 22                                     | 24                                     | 32                                     | 30                                     | 31                                     | 32                                     | 34                                     | 37                                     | 27                                     | 26                                     | 30                                     | 35                                     | 43                                     | 48                                     |

### Nederlandse Top 40
| Hitnotering: 15-10-2006 t/m 25-02-2007 | Hitnotering: 15-10-2006 t/m 25-02-2007 | Hitnotering: 15-10-2006 t/m 25-02-2007 | Hitnotering: 15-10-2006 t/m 25-02-2007 | Hitnotering: 15-10-2006 t/m 25-02-2007 | Hitnotering: 15-10-2006 t/m 25-02-2007 | Hitnotering: 15-10-2006 t/m 25-02-2007 | Hitnotering: 15-10-2006 t/m 25-02-2007 | Hitnotering: 15-10-2006 t/m 25-02-2007 | Hitnotering: 15-10-2006 t/m 25-02-2007 | Hitnotering: 15-10-2006 t/m 25-02-2007 | Hitnotering: 15-10-2006 t/m 25-02-2007 | Hitnotering: 15-10-2006 t/m 25-02-2007 | Hitnotering: 15-10-2006 t/m 25-02-2007 | Hitnotering: 15-10-2006 t/m 25-02-2007 | Hitnotering: 15-10-2006 t/m 25-02-2007 | Hitnotering: 15-10-2006 t/m 25-02-2007 | Hitnotering: 15-10-2006 t/m 25-02-2007 | Hitnotering: 15-10-2006 t/m 25-02-2007 | Hitnotering: 15-10-2006 t/m 25-02-2007 | Hitnotering: 15-10-2006 t/m 25-02-2007 | Hitnotering: 15-10-2006 t/m 25-02-2007 |
| Week                                   | 1                                      | 2                                      | 3                                      | 4                                      | 5                                      | 6                                      | 7                                      | 8                                      | 9                                      | 10                                     | 11                                     | 12                                     | 13                                     | 14                                     | 15                                     | 16                                     | 17                                     | 18                                     | 19                                     | 20                                     |                                        |
| -------------------------------------- | -------------------------------------- | -------------------------------------- | -------------------------------------- | -------------------------------------- | -------------------------------------- | -------------------------------------- | -------------------------------------- | -------------------------------------- | -------------------------------------- | -------------------------------------- | -------------------------------------- | -------------------------------------- | -------------------------------------- | -------------------------------------- | -------------------------------------- | -------------------------------------- | -------------------------------------- | -------------------------------------- | -------------------------------------- | -------------------------------------- | -------------------------------------- |
| Nummer                                 | 37                                     | 35                                     | 15                                     | 10                                     | 9                                      | 13                                     | 16                                     | 17                                     | 18                                     | 18                                     | 18                                     | 17                                     | 19                                     | 21                                     | 25                                     | 29                                     | 34                                     | 36                                     | 38                                     | 40                                     | uit                                    |

### Ultratop 50
| Hitnotering: (Week 1 t/m 8) 03-02-2007 t/m 24-03-2007 Hitnotering: (Week 9 t/m 10) 14-04-2007 t/m 21-04-2007 | Hitnotering: (Week 1 t/m 8) 03-02-2007 t/m 24-03-2007 Hitnotering: (Week 9 t/m 10) 14-04-2007 t/m 21-04-2007 | Hitnotering: (Week 1 t/m 8) 03-02-2007 t/m 24-03-2007 Hitnotering: (Week 9 t/m 10) 14-04-2007 t/m 21-04-2007 | Hitnotering: (Week 1 t/m 8) 03-02-2007 t/m 24-03-2007 Hitnotering: (Week 9 t/m 10) 14-04-2007 t/m 21-04-2007 | Hitnotering: (Week 1 t/m 8) 03-02-2007 t/m 24-03-2007 Hitnotering: (Week 9 t/m 10) 14-04-2007 t/m 21-04-2007 | Hitnotering: (Week 1 t/m 8) 03-02-2007 t/m 24-03-2007 Hitnotering: (Week 9 t/m 10) 14-04-2007 t/m 21-04-2007 | Hitnotering: (Week 1 t/m 8) 03-02-2007 t/m 24-03-2007 Hitnotering: (Week 9 t/m 10) 14-04-2007 t/m 21-04-2007 | Hitnotering: (Week 1 t/m 8) 03-02-2007 t/m 24-03-2007 Hitnotering: (Week 9 t/m 10) 14-04-2007 t/m 21-04-2007 | Hitnotering: (Week 1 t/m 8) 03-02-2007 t/m 24-03-2007 Hitnotering: (Week 9 t/m 10) 14-04-2007 t/m 21-04-2007 | Hitnotering: (Week 1 t/m 8) 03-02-2007 t/m 24-03-2007 Hitnotering: (Week 9 t/m 10) 14-04-2007 t/m 21-04-2007 | Hitnotering: (Week 1 t/m 8) 03-02-2007 t/m 24-03-2007 Hitnotering: (Week 9 t/m 10) 14-04-2007 t/m 21-04-2007 | Hitnotering: (Week 1 t/m 8) 03-02-2007 t/m 24-03-2007 Hitnotering: (Week 9 t/m 10) 14-04-2007 t/m 21-04-2007 | Hitnotering: (Week 1 t/m 8) 03-02-2007 t/m 24-03-2007 Hitnotering: (Week 9 t/m 10) 14-04-2007 t/m 21-04-2007 |
| Week | 1 | 2 | 3 | 4 | 5 | 6 | 7 | 8 | | 9 | 10 | |
| --- | --- | --- | --- | --- | --- | --- | --- | --- | --- | --- | --- | --- |
| Nummer | 43 | 42 | 28 | 21 | 29 | 42 | 42 | 48 | uit | 47 | 50 | uit |

### NPO Radio 2 Top 2000
| Nummer met noteringen in de NPO Radio 2 Top 2000 | '09  | '10-'12 | '13  |
| ------------------------------------------------ | ---- | ------- | ---- |
| America                                          | 1814 | -       | 1934 |

1. ↑  Een '-' betekent dat het nummer niet was genoteerd en een vetgedrukt getal geeft de hoogste notering aan.
2. ↑  2009 was het eerste jaar met een notering voor dit nummer.
3. ↑  Deze tabel is bijgewerkt tot en met de laatste editie (2024).